# Fani Willis
Fani Taifa Willis (Califórnia, 27 outubro de 1971) é uma advogada americana. Desde 2021, ela é a chefe procuradora do  Condado de Fulton no  Geórgia. Ela é responsável por acusar o ex-presidente dos Estados Unidos na Justiça por tentativa de interferência nas eleições de 2020 no mesmo estado.

## Início da vida
Willis nasceu em 1971 em |Inglewood, Califórnia é cresceu em Washington, D.C.. O seu pai foi ex-membro do Partido dos Panteras Negras e advogado.
Ela recebeu seu diploma em ciência política da Universidade Howard e diplomou-se em direito pela Universidade Emory em Atlanta.

## Carreira
Após do estudo de direita, trabalhava 16 anos na procuradoria do condado de Fulton. Em 2014, lidou com a caso da falsificação resultados de provas em escolas públicas de Atlanta. Onze professores foram condenados no processo.
Em 2018, abriu o seu próprio escritório e candidatou-se a juiz do Concado de Fulton mas perdeu no eleição. No entanto, tornou-se juiz da cidade South Fulton em 2019.
Em 2020, candidatou-se a procuradora contra o seu chefe antigo, Paul Howard, e foi eleita.

## Casos Maiores
Em 2022, indiciou rapper Young Thug de envolvimento em gangues e de posse de armas ilícitas.
Em 2023, indiciou o ex-Presidente dos Estados Unidos, Donald Trump de manipulação tentativa dos resultados do Eleição presidencial nos Estados Unidos em 2020 na Geórgia.
Em 15 de março de 2024, o juiz Scott McAfee decidiu que Fani pode seguir no caso, mas desde que Nathan Wade, com quem ela teve uma relação amorosa, se afaste. Wade pediu demissão horas depois.